# Liste der Biografien/Kony
Liste der Biografien |
Portal Biografien |
Personensuche
# |
A |
B |
C |
D |
E |
F |
G |
H |
I |
J |
K |
L |
M |
N |
O |
P |
Q |
R |
S |
T |
U |
V |
W |
X |
Y |
Z |
?
 
Ka |
Kb |
Kc |
Kd |
Ke |
Kf |
Kg |
Kh |
Ki |
Kj |
Kl |
Km |
Kn |
Ko |
Kp |
Kr |
Ks |
Kt |
Ku |
Kv |
Kw |
Ky |
Kx |
Kz
 
Koa |
Kob |
Koc |
Kod |
Koe |
Kof |
Kog |
Koh |
Koi |
Koj |
Kok |
Kol |
Kom |
Kon |
Koo |
Kop |
Kor |
Kos |
Kot |
Kou |
Kov |
Kow |
Kox |
Koy |
Koz
 
Kona |
Konc |
Kond |
Kone |
Konf |
Kong |
Konh |
Koni |
Konj |
Konk |
Konl |
Konm |
Konn |
Kono |
Konp |
Konr |
Kons |
Kont |
Konu |
Konv |
Konw |
Kony |
Konz
Die Liste der Biografien führt alle Personen auf, die in der deutschsprachigen Wikipedia einen Artikel haben. Dieses ist eine Teilliste mit 15 Einträgen von Personen, deren Namen mit den Buchstaben „Kony“ beginnt.

## Kony
- Kony, Joseph, ugandischer Führer einer mörderischen Rebellengruppe

### Konya
- Kónya, Ádám (* 1992), ungarischer Skilangläufer
- Kónya, Ferenc (1892–1977), ungarischer Fußballspieler und -trainer
- Kónya, István (* 1962), ungarischer Lautenist
- Konya, Kalman (* 1961), deutscher Kugelstoßer
- Konya, Ladislau (* 1934), deutsch-ungarischer Opernsänger (Bariton)
- Konya, Ludovic (1939–2014), rumänischer Opernsänger in der Stimmlage Bariton
- Kónya, Sándor (1923–2002), ungarischer Opernsänger (Tenor) und HochschullehrerSándor Kónya (1923–2002)

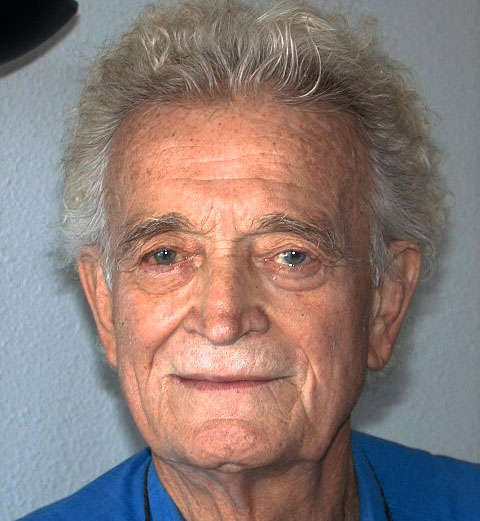
Sándor Kónya (1923–2002)

- Kónya, Zsófia (* 1995), ungarische Shorttrackerin
- Kónya-Hamar, Sándor (* 1948), rumänischer Politiker und MdEP für Rumänien
- Konyalı, Yağız Can (* 1991), türkischer Schauspieler
- Konyar, Rasim (* 1951), türkischer Filmschaffender und bildender Künstler

### Konye
- Konyegwachie, Peter (* 1965), nigerianischer Boxer

### Konys
- Konyschew, Dmitri Borissowitsch (* 1966), russischer Radsportler
- Konyskyj, Oleksandr (1836–1900), ukrainischer Anwalt, Journalist, Schriftsteller und Übersetzer